# Admonter Passionsspiel
Das Admonter Passionsspiel stellt ein Osterspiel aus der gegenreformatorischen Zeit des ausgehenden 16. Jahrhunderts dar. Die einzige erhaltene Handschrift wird im Stift Admont aufbewahrt.

## Autor
Der Name und die Herkunft des Autors sind nicht bekannt. Das von ihm verfasste „Admonter Passionsspiel“ weist ihn als einen theologisch gebildeten Vertreter der Rekatholisierungsbewegung gegen Ende des 16. Jahrhunderts aus. Er dürfte für den Text und die mit integrierten Melodien verantwortlich gewesen sein. Der Autor war auch dramaturgisch sehr erfahren, denn das Stück war zur Aufführung auf der Simultanbühne bestimmt. Neben einem breiten musikalischen Wissen hat der Autor Kenntnisse über die Bibel sowie die liturgischen Texte (von katholischer und protestantischer Seite) und eben auch über die Spieltraditionen, also über die allgemeine Aufführungspraxis, besessen. Es dürfte sich daher um einen außerordentlich gebildeten und wissensreichen Autor gehandelt haben.

## Werk

### Überlieferung
Das „Admonter Passionsspiel“ wurde von einem ebenfalls unbekannten Schreiber wohl noch im 16. Jahrhundert vollständig in der sehr gut erhaltenen, repräsentativ gestalteten Papierhandschrift Cod. A-A 812 in bairisch-österreichischer Schreibsprache mit Noten aufgezeichnet. Die Textüberlieferung ist fast fehlerlos, bei der Notenaufzeichnung für die 120 Gesänge mit lateinischen Texten dürfte der Schreiber hingegen an mehreren Stellen überfordert gewesen sein.
Sowohl die Werkentstehung als auch die Überlieferung weisen auf die zweite Hälfte des 16. Jahrhunderts hin. Als wesentliche Anhaltspunkte für diese Einordnung dienen die Schrift sowie die Sprache, die beide einen Zeitraum zwischen 1560 und 1590 markieren. Die Untersuchung von Johann Tomaschek hat auf den gegenreformatorischen bzw. rekatholisierenden Charakter aufmerksam gemacht und eine Datierung an den Anfang des 17. Jahrhunderts vorgeschlagen. Da diese Rekatholisierung im Stift Admont unter Abt Johannes IV. Hofmann aber bereits früher eingesetzt haben dürfte, ist das „Admonter Passionsspiel“ im Zuge einer Neuausgabe, die erstmals auch sämtliche Gesänge enthält, auf die wahrscheinlichere Zeit um 1585 datiert worden.
Über die Provenienz konnte bislang nichts in Erfahrung gebracht werden. 1865 zerstörte ein großer Brand nahezu das gesamte Benediktinerstift Admont, auch Teile der Bibliothek waren betroffen. Dabei ging bedeutendes Material verloren und so können keine Nachforschungen zur Handschrift mehr gemacht werden. Es gibt jedenfalls keine Hinweise, die gegen eine Admonter Herkunft sprechen.
In der Handschrift ist der Name P. Thassilo Weymayr eingetragen, ein Gymnasial-Professor, der unter anderem auch im Stift Admont unterrichtete. Ihm ist es wohl zu verdanken, dass die Handschrift nicht dem Brand zum Opfer gefallen ist. Er musste sie noch davor in seinen Privatbesitz übernommen haben. Er hinterließ nach seinem Tod eine Bibliothek von 4000 Bänden, darunter befand sich auch das „Admonter Passionsspiel“.

### Beschreibung der Handschrift
Das Spiel umfasst zwei Vorsatzblätter sowie 124 Blätter und ist 210 mm hoch und 150 mm breit. Es kommen sowohl deutsche Verse als auch lateinischer Text vor, der vollständig mit Noten unterlegt ist. Jeder dieser lateinischen Choralgesänge wird durch einen darauffolgenden deutschen Text paraphrasiert.

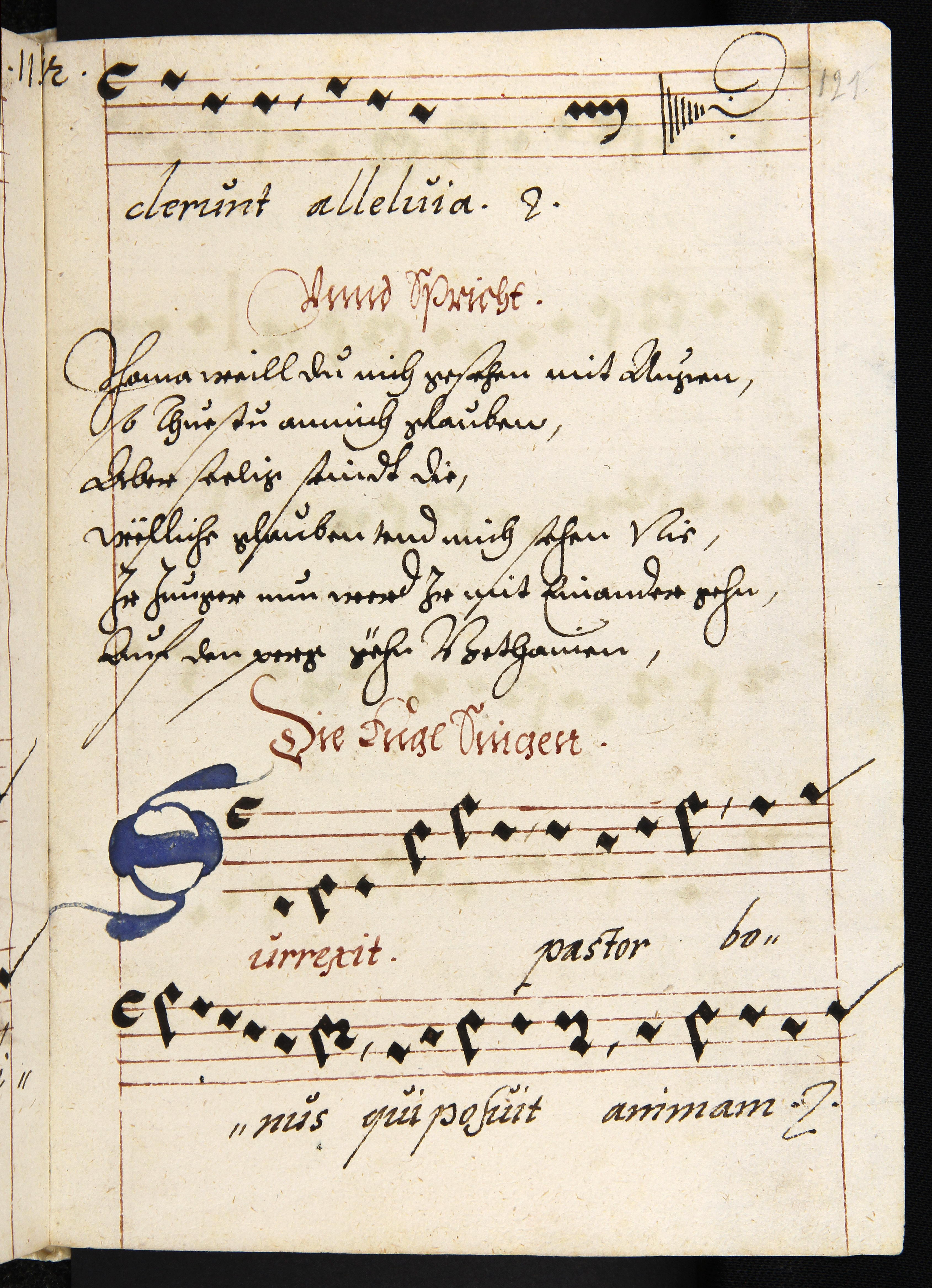
Admont, Stiftsbibliothek, Cod. 812, Admonter Passionsspiel, fol. 121r

Die Handschrift wurde mit Sorgfalt angefertigt. Das zeigt sich vor allem in der Gestaltung der Bühnenanweisungen, die fast durchgehend und äußerst präzise in Trichterform angeordnet sind, und den voll ausgeführten Noten. Zudem wurden kaum Korrekturen vorgenommen und der Text ist in drei Schriftarten verfasst, je nachdem, welche Funktion er hat: Die Bühnenanweisungen und genannten Personen sind rot und in deutscher Kanzleischrift, die deutschen Verse schwarz und in deutscher Kurrentschrift und der lateinische Text schwarz und in humanistischer Kursive. Die ersten Buchstaben am Anfang einer Bühnenanweisung oder Verspartie sind meist etwas größer gestaltet. Außerdem ist der Anfang des Spiels hervorgehoben, indem die erste Bühnenanweisung blau und in deutscher Frakturschrift geschrieben ist. Das Ende des Spiels ist mit einem roten großen Amen markiert.
Alle diese Merkmale weisen darauf hin, dass es sich um eine Prachthandschrift und nicht um eine Spielhandschrift handeln muss. Spielhandschriften wurden für die Aufführung geschrieben, wo sie auch in Gebrauch waren. Dementsprechend hatten sie ein anderes Format und wiesen deutlichere Gebrauchsspuren auf. Das „Admonter Passionsspiel“ war für die Aufführung geschrieben worden; das belegen die ausführlichen Bühnenanweisungen. Aber aufgrund des gut erhaltenen Zustands und die Aufmachung dürfte es sich bei der überlieferten Handschrift um eine Abschrift handeln, die wohl ausschließlich zur Konservierung des geistlichen Spiels diente.

### Inhalt
Das „Admonter Passionsspiel“ umfasst die Passionsgeschichte und ein vollständiges Osterspiel mit einer ausgeprägten lateinischen Osterfeier. Zwei Drittel des deutschen Textes, genau genommen die Passionshandlung, sind dem evangelischen Passionsspiel von Hans Sachs (1558) entnommen. Die zweite Hauptquelle ist die Liturgie. Der Autor ging sehr frei und selbstständig in der Gliederung der entlehnten Texte seiner Quellen vor und baute die einzelnen Evangelien, liturgischen Gesänge sowie Elemente aus den allgemeinen Spieltraditionen geschickt ein: einerseits, um den Text von Hans Sachs zu verbessern, und andererseits, um seinen eigenen Ton zu charakterisieren. Dass Letzteres gelungen ist, zeigt sich in der Tatsache, dass das „Admonter Passionsspiel“ keinem Passions- oder Osterspiel des Mittelalters und der Neuzeit gleicht.
Zu Beginn steht der Prolog, in dem der Praecursor den gottesdienstlichen sowie geistlich-didaktischen Sinn anspricht und sein Publikum zur Compassio aufruft, also zum Mitleiden mit Jesus Christus:
| PRÆCURSOR GETH EIN VND SPRICHT               | Der Präkursor geht ein und spricht                         |
| Gott zu Ebigen Lob, vnnd Ehren,              | Zu ewigem Lob und Ehre Gottes                              |
| Auch Christliche andacht zumeheren,          | und um die christliche Andacht zu vermehren,               |
| Wëllen wier heut, zu gedächtnus han,         | wollen wir heute in Erinnerung rufen                       |
| Des herrn Christj Passion,                   | das Leiden von Christus dem Herrn                          |
| Nachbeschreibung der Euangelisten,           | nach der Beschreibung der Evangelisten,                    |
| Wie auch die Catolisch khirch, vnns Christen | wie die Katholische Kirche uns Christen                    |
| Den selben einbildet Ÿederzeit,              | ihn jederzeit darstellt                                    |
| Mit Pildern gschniz, vnd Ab Contrafeit,      | mit geschnitzten Bildern und Abbildungen,                  |
| Mit Prödigen Lesen vnd Singen,               | durch Predigen, Lesen und Singen,                          |
| Damit wier nuer sollen gewinen,              | damit wir nur erlangen sollen                              |
| Inbristige betrachtung, vnd danckhbarkhait,  | inbrünstige Andacht und Dankbarkeit,                       |
| Des Leiden Christj, dardurch, Alberait,      | dass durch das Leiden Christi                              |
| Die Thier zum himel eröffnet,                | die Tür zum Himmel geöffnet,                               |
| Der zorn gottes Ausgelöschet,                | der Zorn Gottes ausgelöscht,                               |
| Die höll zerstert, wie man List,             | die Hölle zerstört und, wie man weiß,                      |
| Die Selligkhait vnns Erworben Jst,           | der Friede uns zugetragen wurde.                           |
| Nun seit fein still, vnnd habet Rue,         | Nun seid ganz still und findet Ruhe,                       |
| höret vnd sehet fleissig zue,                | hört und seht aufmerksam zu,                               |
| Fir vnns gelidtn hat, Auf Erdt,              | für uns auf Erden gelitten hat.                            |
| Bedracht, die grosse Martter sein,           | Betrachtet seine großen Qualen:                            |
| Es frumbt euch bis an des Todtes pein,       | Das wird euch bis zum [eigenen] schmerzhaften Tod erbauen! |

Nach dem Prolog tritt Jesus auf und beginnt mit der Voraussage seines Leidens, seiner Verleumdung, Kreuzigung und Auferstehung. Darauf folgt der Judenrat, bei dem die Hohenpriester und die Ältesten des Volkes mit Judas über den Verrat an Jesus sowie dessen Tötung übereinkommen.
Nach der Fußwaschung feiert Jesus das Abendmahl mit seinen 12 Aposteln. Darunter befindet sich auch Judas, den Jesus schließlich als Verräter präsentiert. Als Judas sich von der Gruppe entfernt, um den Verrat beim Judenrat zu vollziehen, spricht Jesus seine Abschiedsworte und schreitet mit seinen Jüngern zum Ölberg. Jesus wird dann, wie schon vorausgesagt, nach dem Verrat durch Judas gefangen genommen, vom Judenrat verhört, verurteilt und ans Kreuz genagelt, wo er stirbt.
Mit der Grablegung Jesu ist die eigentliche Passionsgeschichte beendet. Hier schließt dann direkt das Osterspiel mit der Auferstehung und der Höllenfahrt Jesu Christi an, bei der die Hölle zerstört wird und Adam, Eva und weitere gerechte Seelen befreit werden:
| DIE ZWEN ENGL SINGEN VOR DER HÖLL:                                                       | DIE ZWEI ENGEL SINGEN VOR DER HÖLLE:                                                                              |
| Atollite portas, principes, vestras, et elevamini, portae aeternales,                    | Macht eure Pforten auf, ihr Fürsten, und öffnet euch, ewige Pforten,                                              |
| et introibit rex gloriae!                                                                | und der König der Ehren wird einziehen.                                                                           |
| UND SPRICHT DER AIN:                                                                     | UND DER EINE SAGT:                                                                                                |
| Thuet auf, eröffent euch, ir höllischen porten:                                          | Geht auf, öffnet euch, ihr Höllenpforten:                                                                         |
| Der khinig der ehr steet hie an den orten!                                               | Der König der Ehre steht hier an diesem Ort!                                                                      |
| DIE TEIFL SCHREYEN ALL MIT EINANDER:                                                     | DIE TEUFEL SCHREIEN ALLESAMT:                                                                                     |
| Quis est iste rex gloriae?                                                               | Wer ist dieser König der Herrlichkeit?                                                                            |
| DER TEIFEL SAGT:                                                                         | DER TEUFEL SAGT:                                                                                                  |
| Sag unns erstlich, herr,                                                                 | Sag uns zuerst, Herr,                                                                                             |
| wer ist der khinig der ehr?                                                              | wer ist der König der Ehre?                                                                                       |
| DIE ENGL SINGEN:                                                                         | DIE ENGEL SINGEN:                                                                                                 |
| Dominus virtutum ipse est rex gloriae.                                                   | Der Herr der Mächte, er ist der König der Herrlichkeit.                                                           |
| UNND SAGT:                                                                               | UND [EINER VON IHNEN] SAGT:                                                                                       |
| Aller macht unnd crafft der herr                                                         | Der Herr über alle Macht und Kraft                                                                                |
| ist der recht khinig der ehr.                                                            | ist der wahre König der Ehre.                                                                                     |
| DER LUCIFER SPRICHT:                                                                     | LUZIFER SAGT: |
| Stost balt den ridel fier                                                                | Schiebt den Riegel rasch                                                                                          |
| woll an der hellen dier!                                                                 | und sicher vor die Höllentür!                                                                                     |
| DIE ENGL SINGEN WIDERUMB WIE VOR:                                                        | DIE ENGEL SINGEN ABERMALS WIE VORHER:                                                                             |
| Atollite portas, princ[i]p[e]s!                                                          | Öffnet die Tore, ihr Fürsten!                                                                                     |
| UNND SAGT DER AIN:                                                                       | UND EINER VON IHNEN SAGT:                                                                                         |
| Eröffen dich, du höllische tier,                                                         | Öffne dich, Höllentor,                                                                                            |
| der khinig der ehr stet darfier!                                                         | vor dir steht der König der Ehre!                                                                                 |
| DER PELZEPUEB SPRICHT:                                                                   | DER BEELZEBUB SAGT:                                                                                               |
| Wer ist der khinig der ehrn,                                                             | Wer ist dieser König der Ehre,                                                                                    |
| der unns die höll will zerstern?                                                         | der die Hölle aufbrechen will?                                                                                    |
| DER ENGL SAGT:                                                                           | DER ENGEL SAGT:                                                                                                   |
| Er ist der war herr Jesu Christ,                                                         | Es ist der wahre Herr Jesus Christus,                                                                             |
| der vom todt wider erstannden ist.                                                       | der vom Tod auferstanden ist.                                                                                     |
| DIE HÖLL WIERD ERÖFFENT. ADAM UND EVA SINGEN:                                            | DIE HÖLLE WIRD GEÖFFNET. ADAM UND EVA SINGEN:                                                                     |
| Advenisti, desiderabilis, quem expectabamus in tenebris.                                 | Du bist gekommen, Ersehnter, auf den wir in der Finsternis gewartet haben.                                        |
| UND SPRICHT ADAM:                                                                        | UND ADAM SPRICHT:                                                                                                 |
| Bistu khumen, o her unnd gott,                                                           | Du bist angekommen, o Herr und Gott,                                                                              |
| auf den wier gewartet in unser noth                                                      | auf den wir voll Drangsal gewartet haben                                                                          |
| in der finsternus mit grosser begier:                                                    | mit starker Sehnsucht in der Finsternis:                                                                          |
| des danckhen wier imer und ebig dier.                                                    | Dafür danken wir dir immer und ewig.                                                                              |
| DER HERR SPRICHT:                                                                        | DER HERR SAGT: |
| Du Lucifer sey hiemit gepunden an!                                                       | Hiermit seist du festgebunden, Luzifer!                                                                           |
| Adam, Eva und ir all thuet mit gahn!                                                     | Adam, Eva und ihr alle gehet mit mir fort!                                                                        |
| DER HERR PEUT ADAM UND EVA DIE HANDT UNND SINGT AM WECKH GEHN:                           | DER HERR REICHT ADAM UND EVA DIE HAND UND SINGT BEIM WEGGEHEN:                                                    |
| Venite, benedicti patris mei, percipite regnum, quod vobis paratum est ab origine mundi! | Kommt, ihr Gesegneten meines Vaters, nehmt das Reich in Besitz, das für euch seit Anbeginn der Welt bestimmt ist! |
| UNND SPRICHT:                                                                            | UND ER SAGT: |
| Khumbt, ich will euch fiern algeleich                                                    | Kommt, ich werde euch allesamt                                                                                    |
| in meines vattern himelreich!                                                            | in das Himmelreich meines Vaters geleiten!                                                                        |

In der Textestelle kann man gut sehen, dass den lateinischen Gesängen immer ein deutscher Text folgt. Beim Osterspiel hält sich der Autor an die Bibel und stark an die allgemeine Spieltradition, jedoch geht er bei der Gestaltung des Handlungsablaufes, wie auch im Passionsspiel, sehr frei vor.
Der Abstieg in die Unterwelt sowie der Besuch der Jünger am leeren Grab Jesu wurde am 4. April 2013 von der Grazer Choralschola unter der Leitung von Franz Karl Praßl in der Stiftskirche Admont erstaufgeführt.
Das Osterspiel endet mit der Himmelfahrt Jesu. Den Schluss des gesamten Spiels bildet der Epilog:
| BESCHLUSZ.                              | Schluss                                          |
| Jr Lieben Christen Auserwelt,           | Ihr lieben auserwählten Christen,                |
| Wier Haben euch heut firgestëlt,        | wir haben euch heute gezeigt                     |
| Christj marter, mit wort vnd Tadt,      | die Qualen Christi, mit Wort und Tat,            |
| Die er fir vnns gelitn hat,             | die er für uns gelitten hat.                     |
| Aus Lieb erlest vam Ebigen Todt,        | Er hat uns aus Liebe vom ewigen Tod erlöst       |
| Vnnd vns wider versienet mit gott,      | und uns wieder mit Gott versöhnt,                |
| Auf das wier deren sollen gedenckhen,   | auf dass wir an jene denken sollen               |
| Vnd Tieff Jn vnsere Herzen Senckhen,    | und sie tief in unsere Herzen lassen,            |
| Loben vnd preisen Ÿederzeit,            | loben und preisen jederzeit                      |
| vnd danckhbar sein Nach miglichkheit    | und nach Möglichkeit immer dankbar sind.         |
| Auch diß Exempel vor Augen han,         | Auch sollen wir dieses Beispiel vor Augen haben, |
| vnd vnser selbs verlaugnen Than,        | wenn wir uns selbst verleugnen.                  |
| Vnnser Creiz auf nemen willig           | Wir müssen unser Kreuz bereitwillig tragen,      |
| Wie wier Allzumall sein schuldig        | immer dann, wenn wir schuldig sind,              |
| Christo dem herrn Nach volgen fein,     | um Christus, den Herrn, nachzufolgen,            |
| so wier Thaillhafftig wellen sein,      | damit wir Teil haben können                      |
| Seines Pittern Leÿden vnd Ebigen Leben, | an seinem bitteren Leiden und ewigen Leben,      |
| Dasselb er vns wëll allen gëben,        | welches er uns allen geben möge!                 |
| Amen.                                   | Amen.                                            |

### Motivation
Die Ziele des Autors waren neben der religiösen Erbauung und Erhebung vor allem die Verteidigung und Festigung des katholischen Glaubens gegenüber der Reformation. Dies zeigt der deutliche Appell ans Publikum sowohl im Prolog – hier zu nennen ist das Wort Catholisch als deutliches gegenreformatorisches Moment – als auch im Epilog. Dass der Anfang und der Schluss sowohl inhaltlich als auch in der Wortwahl übereinstimmen, ist vom Autor wohl eine bewusste Wiederholung, um die Lehre der katholischen Kirche und die Ermahnung zum Glauben zu verdeutlichen.

### Gesänge
In den Text des „Admonter Passionsspiels“ ist eine sehr große Anzahl von Gregorianischen Gesängen eingebettet. Diese sind der mittelalterlichen Liturgie der Karwoche und der Osterzeit entnommen und in der im süddeutsch-österreichischen Raum im Mittelalter üblichen gotischen Choralnotation notiert. Ungewöhnlich zahlreich sind Ausschnitte aus den Passionsevangelien im Lektionston. Ausnahmen bilden nur zwei Einschübe in mensurierter Notation im Zusammenhang mit der „Judenschul“ als Parodie auf jüdische synagogale Gesänge. Hinweise auf Instrumentalmusik oder aufführungspraktische Hinweise fehlen. Die Gesänge werden nicht, wie in mittelalterlichen Spielen oft üblich, nur als Incipit angezeigt, sondern sind stets vollständig ausgeschrieben. Der Schreiber schreibt die Noten jedoch so fehlerhaft, dass ein Verständnis der Melodien oder eine Verwendung dieser Handschrift für eine etwaige Aufführung ohne vorherige vergleichende Studien mit anderen Quellen fast unmöglich ist. Die Handschrift kann daher nicht als Aufführungsmaterial gedient haben. Zu ihrer Entstehungszeit dürften die mittelalterlichen Gesänge und deren Notation in dieser Form nicht mehr in Gebrauch gewesen sein. Wahrscheinlich hat der Schreiber die Noten aus einer Vorlage abgeschrieben, ohne ihre Bedeutung völlig zu verstehen.

### Primärtext
- Karl Konrad Polheim: Das Admonter Passionsspiel. Band I: Textausgabe, Faksimileausgabe. Schöningh, Paderborn 1972.

### Sekundärliteratur
- Das Admonter Passionsspiel. Aufführungsfassung auf Basis einer neuen, dynamischen Gesamtedition herausgegeben von Wernfried Hofmeister (frühneuhochdeutsche Texte) und Stefan Engels (praktische Edition der Gesänge). Graz 2024 (= Grazer mediävistische Schriften: Quellen und Studien. Band 5). Begleitende Editionshomepage: https://orgel-kirchenmusik.kug.ac.at/forschung/aktivitaeten/admonter-passionsspiel
- Stefan Engels: Das Admonter Passionsspiel Cod. A-A 812. Edition und Aufführungsmaterial. In: Thomas Betzwieser, Markus Schneider (Hrsg.): Aufführung und Edition (= Beihefte zu editio, Bd. 46). de Gruyter, Berlin 2019, ISBN 978-3-11-063587-4, S. 55–63.
- Wernfried Hofmeister: Texteinrichtung und Übersetzung für die konzertante halbszenische Erstaufführung der Visitatio Sepulchri aus dem „Admonter Passionsspiel“ durch die Grazer Choralschola in der Admonter Stiftskirche am 4. April 2013 im Rahmen der internationalen und interdisziplinären Tagung der Oswald von Wolkenstein-Gesellschaft Das Geistliche Spiel des europäischen Spätmittelalters.
- Karl Konrad Polheim: Admonter Passionsspiel. In: Wolfgang Stammler, Christine Stöllinger-Löser, Burghart Wachinger (Hrsg.): Die deutsche Literatur des Mittelalters. Verfasserlexikon, Band 1. Zweite, völlig neu bearbeitete Auflage. de Gruyter, Berlin 2010, S. 65f.
- Karl Konrad Polheim: Das Admonter Passionsspiel. Schöningh, Paderborn 1980.
  - Band II: Untersuchungen zu Überlieferung, Sprache und Osterhandlung.
  - Band III: Untersuchungen zu Passionshandlung, Aufführung und Eigenart. Nebst Studium zu Hans Sachs und einer kritischen Ausgabe seines Passionsspieles.
- Delilah Pregartner: Dynamische Edition des Admonter Passionsspiels: Überlieferungsgeschichte, mehrschichtige Textdarstellung, Begriffsglossar. Masterarbeit, Universität Graz 2015.
- Johann Tomaschek: Bibliothekarische und stiftsgeschichtliche Bemerkungen zum Admonter Passionsspiel. In: Wernfried Hofmeister, Cora Dietl (Hrsg.): Das Geistliche Spiel des europäischen Spätmittelalters (= Jahrbuch der Oswald-von-Wolkenstein-Gesellschaft. Bd. 20). Reichert, Wiesbaden 2015, S. 387–398.